# Loders
Loders är en ort och civil parish i Storbritannien.   Den ligger i kommunen Dorset och riksdelen England, i den södra delen av landet, 200 km väster om huvudstaden London. Loders ligger 33 meter över havet och antalet invånare är 518.
Terrängen runt Loders är huvudsakligen platt, men norrut är den kuperad. Loders ligger nere i en dal.  Närmaste större samhälle är Bridport, 3,2 km väster om Loders. 